# Palácio do Portão Dourado
Palácio do Portão Dourado (em árabe: باب الذهب; romaniz.: Bāb al-Dhahab) ou Palácio da Cúpula Verde (em árabe: القبةالخظراء; romaniz.: al-Qubbat al-Khaḍrāʾ) era a residência oficial do califa em Bagdá durante o início do Califado Abássida.

## História

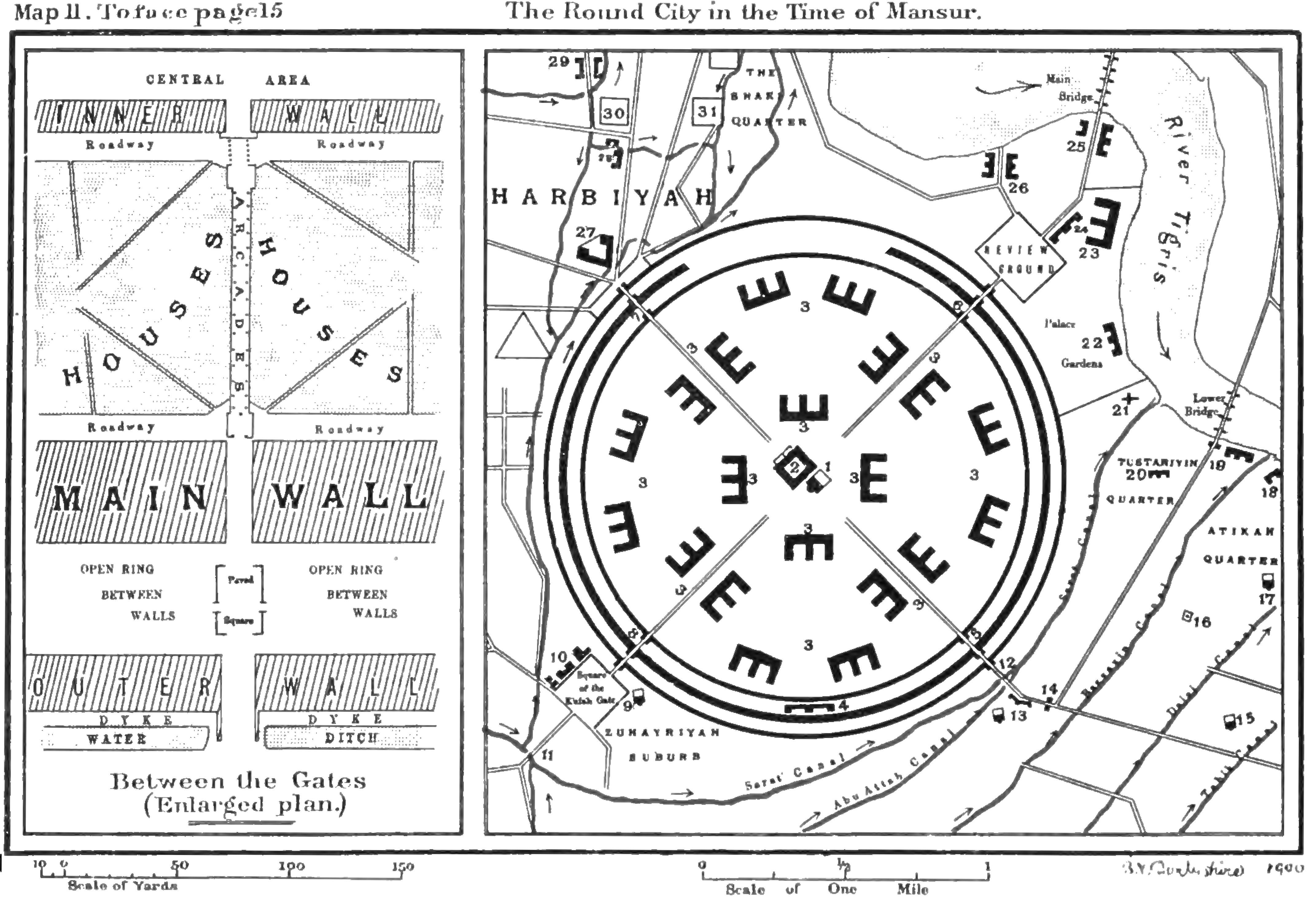
Cidade Redonda no tempo de Almançor e o palácio ao centro

Bagdá foi fundada em 762 pelo segundo califa abássida, Almançor (r. 754–775). A parte principal da cidade original era a Cidade Redonda, com o Palácio do Portão Dourado e a adjacente Grande Mesquita de Almançor no centro. Além da mesquita, não foi permitido construir outros edifícios perto do palácio, que era cercado por um amplo espaço; somente no noroeste, em direção ao Portão da Síria, dois edifícios foram construídos ao lado da muralha do palácio: um quartel para a guarda de cavalos do califa e uma galeria de duas partes, originalmente concebida como sala de audiências para saíbe da xurta e o capitão da guarda do cavalo, respectivamente, mas mais tarde passou a ser usado como um espaço público de oração. Em torno desse amplo espaço aberto, foram construídos os palácios dos filhos mais novos de Almançor, os aposentos dos funcionários do palácio e os escritórios dos vários departamentos administrativos.
O palácio originalmente ocupava uma área de 170 metros quadrados, com um edifício central encimado por uma cúpula verde de 48,36 metros de altura, que dava ao palácio o nome alternativo de Palácio da Cúpula Verde (al-Qubbat al-Khaḍrāʾ). No topo da cúpula estava a efígie de um cavaleiro carregando uma lança, que mais tarde foi creditada com propriedades mágicas: alegadamente viraria sua lança na direção de onde os inimigos estavam se aproximando. Debaixo da cúpula havia uma câmara quadrada de audiência de 9,1 metros, com um teto abobadado da mesma altura; e acima disso, no interior da cúpula, havia outra câmara de dimensões semelhantes. Em frente à câmara de audiência havia uma alcova, chamada aywan, que era encimada por um arco de 14 metros de altura e 9,1 metros de largura.
O palácio e a mesquita parecem ter sido concluídos em 763, um ano após o início da construção, permitindo que Almançor se estabelecesse na cidade. Enquanto o Palácio do Portão Dourado permaneceu a residência oficial dos califas, Almançor e seus sucessores também passaram muito tempo no Palácio Culde, nas proximidades, construído logo depois. Diz-se que Harune Arraxide (r. 786–809) preferia o Culde, mas seu filho Alamim (r. 809–813) o restaurou como sua residência, acrescentando uma nova ala e uma grande praça (maydan). Como principal reduto de Alamim e seus partidários, sofreu extensos danos devido ao bombardeio por catapulta durante o Cerco de Bagdá (812–813). O palácio deixou de ser usado como residência real e foi negligenciado.
O palácio permaneceu de pé, no entanto; parte da estrutura foi demolida para facilitar a expansão da Grande Mesquita nas proximidades, sob Almutadide (r. 892–902), mas o Grande Domo permaneceu em pé até a noite de 9 de março de 941 (7/8 Jumada II 329 AH), quando fortes chuvas e, possivelmente, um golpe de raio, levaram ao colapso da cúpula. Os muros da cúpula sobreviveram até o Saque de Bagdá pelos mongóis em 1258.